# Corynothrix borealis
Corynothrix borealis är en urinsektsart som beskrevs av Tycho Fredrik Hugo Tullberg 1876. Corynothrix borealis ingår i släktet Corynothrix och familjen brokhoppstjärtar. Inga underarter finns listade i Catalogue of Life.